# 翁果爾
翁果爾（Ongole），是印度安得拉邦Prakasam县的一个城镇。总人口204,746（2012年），是當地人口第十三大鄉鎮，通行語言為泰盧固語。翁果爾所出產的公牛，尤以瘤牛聞名於世。